# Artigisa terminalis
Artigisa terminalis är en fjärilsart som beskrevs av George Francis Hampson 1914. Artigisa terminalis ingår i släktet Artigisa och familjen nattflyn. Inga underarter finns listade i Catalogue of Life.